# Reino de Hereti

Mapa del Cáucaso hacia 1020, con el reino de Hereti ya unido al de Kajetia, Hereti-Kajetia.

El reino de Hereti, también transcrito como Heretia, Herecia o Erecia (
en georgiano: ჰერეთის სამეფო, heretis samepo) fue un pequeño principado del Cáucaso medieval durante un tiempo independiente (787–959), localizado entre el principado de Kajetia y la Albania caucásica.
Hereti permanece como denominación de una región histórica que hoy en día corresponde, más o menos, a la esquina sureste de la región de Kajetia (Georgia) y a una parte de los distritos del noroeste de Azerbaiyán.

## Historia

### Antecedentes
La región de Hereti estuvo habitada en los primeros tiempos por los hers (conocidos también como èrs), sujs, chilbs e ibins. Colectivamente llamados hers (heretianos), estas tribus llegaron bajo el gobierno de la Albania caucásica.
Con su declive, el área fue incorporada gradualmente en el reino de Iberia, siendo conquistada por el rey Vakhtang I Gorgasal hacia el 463, formando uno de sus samthavro (condado) en el siglo V y siendo sus pueblos finalmente asimilados por los propios georgianos. Fue entonces cuando el nombre Hereti apareció por primera vez en las fuentes georgianas. Según los relatos tradicionales, el nombre de la provincia se originó a partir de un legendario patriarca Heroes, hijo de Thargamos, que habría fundado la ciudad de Hereti (más tarde conocida como Khoranta) en el valle del río Alazani.
Hereti siguió los destinos de Iberia y cuando los eristhavis del país alcanzaron una virtual independencia, la dinastía local continuó rigiendo esas tierras. El curopalata de Kartli tuvo varios dirigentes nombrados normalmente por Constantinopla (y a veces por Persia). Hacia el 602 aparece un miembro de la dinastía llamado Adarnases como curopalata, seguramente nombrado por su fidelidad. La dinastía llamada Cosroida, dará más representantes. Hacia el 628 Adarnases volvió a ser curopalata después de un tiempo de dominio persa. Esteban II y Adarnases II, los siguientes curopalates, fueron de la misma dinastía.
Mihri y Archil, hijos de Esteban II, dirigieron la rebelión contra los musulmanes hacia el 700 y huirán más tarde hacia Apjazetia (Abjasia) donde gobernaba como eristhavi León I. En 717, estando acosada Constantinopla por los árabes, el emperador bizantino acordó reconocer a Mihri y Archil como reyes de Iberia o Kartli y los dos hermanos, con la ayuda de León I, derrotaron a los árabes hacia el 720, cerca de Anakopia, obligándolos a abandonar Georgia Occidental que cayó entonces en manos de León I de Abjasia. Parece que después volvieron a Hereti y que no pudieron hacer efectivo el nombramiento bizantino frente a los señores georgianos. Archil siguió rebelde. En Hereti desplegó una gran actividad fundando iglesias y fortalezas, incluyendo la de Nukhpat, y nombrando eristhavis (señores) y mtvars (jefes locales). También hizo bautizar a la parte de la población que no era católica. En 745 fue capturado por los árabes y ejecutado. Le sucedieron sus hijos Juan y Djuancher.

### Reino de Hereti
Como recompensa por su contribución en la lucha contra los ocupantes árabes del emirato de Tbilisi, el erismtavari kartliano Archil dio Hereti a la familia noble armenia Bagrationi en los años 740-750. Después de la muerte de los últimos erismtavaris kartlianos, Juan y Juansher, los señores heretianos extendieron sus feudos y, en 787, establecieron un principado independiente gobernado por los Bagrationi (samtavro) con la capital en Saki. Dirigía la rama familiar Sahl Sumbatisdze, conocido como Aranchah. El principado fue adquiriendo fuerza y prestigio significativos, permitiendo que hacia el año 893 el príncipe Grigol Hamam llegase a tener gran poder y fuese ya coronado rey, quizá como respuesta a la asunción del título real (rey de los kartvelianos) por los príncipes de Tao-Klarjeti.
Alarmado por el creciente poder del reino heretiano, Kvirike I (892-918), el gobernante del vecino principado kajetiano, se alió con el rey Constantino III de Abjasia y, en 915 lideró una campaña contra el rey Adarnase II Patrikios de Hereti (897-943). Los aliados ocuparon y dividieron el país. (El hijo de Constantino, Giorgi o Jorge (927-957) sometió una parte de Kajetia y algunos pueblos de las montañas del norte, como los alanos. Mantuvo la hegemonía con su hijo León III, pero luego con sus herederos estallaron conflictos y la hegemonía volvió al curopalata de Kajetia.)
La ocupación duró poco tiempo, ya que Adarnase Patrikios pronto reconquistó lo que se había perdido. Un hijo y sucesor, Ishkhanik (943-951) gobernó junto con su madre Dinar, hermana del Gran Magister Gurgen IV, príncipe de Klarjeti (918-941). Con su gobierno, Hereti se vio obligado a reconocer la supremacía del vecino más fuerte, el principado de Deilam, gobernado por la dinastía salárida (Azerbaiyán iraní). En 950, Ishkhanik se aprovechó de la lucha por el poder en el Estado salárida, y dejó de pagar tributo restaurando efectivamente su independencia. Fue durante su reinado, cuando los heretianos abandonaron su fe monofisita para convertirse al cristianismo ortodoxo georgiano.
El siguiente gobernante heretiano, Juan (Ioane Senekerim, 951-959) añadió a su reino parte del antiguo reino de Albania y Tzanaria, la zona montañosa del este de Georgia. Después de su muerte, la dinastía local parece haber dejado de existir, y el reino cayó bajo Kvirike II, corobispo de Kajetia (929-976). El área fue entonces disputada entre su sucesor, David (976-1010) y el rey de Georgia Bagrat III que intentó tener todas las tierras georgianas en una sola monarquía. El siguiente gobernante kajetiano, ya titulado como rey, Kvirike III el Grande (1010-1037), finalmente absorbió Hereti en su "reino de Kakhs y Rans" en la década de 1020. Cuando el rey de Georgia David IV el Constructor tuvo el reino bajo su control en 1104, Hereti se convirtió en un saeristavo (es decir, un ducado) dentro del reino de Georgia. El gobierno georgiano de Hereti fue interrumpido por el gobierno de los atabegs de Azerbaiyán, del Imperio jorezmita y del Ilkanato. Después de la desintegración final de la monarquía georgiana unificada en 1466, Hereti quedó bajo el gobierno del reino de Kajetia. Después, el nombre de la propia provincia ha ido desapareciendo gradualmente de los registros históricos y del uso público debido a los sucesivos gobiernos Karakoyunlu, Ak Koyunlu, safávida, afsárida y otomano.

## Gobernantes del reino de Hereti
- Sahil Ibn Sumbat (815–840)
- Adarnase I (840–865)
- Hamam (865–893)
- Adarnase II Patrikios (897–943)
- Ishkhanik (943–951)
- Ioane Senekerim (951–959)